# Ivar Bardsen
Pour les articles homonymes, voir Bárðarson.
Ivar Bardsen ou Ívar Bárðarson est connu pour avoir écrit au XIVe siècle la toute première description du Groenland. 

## Biographie
Peu d'éléments ont survécu sur sa vie. En 1340, il est depuis de nombreuses années, administrateur de l'évêché de Garðar. Il établit alors une chorographie de la colonie et des instructions nautiques pour rejoindre l'Islande. Il mentionne ainsi pour la première fois les grands rochers de Gunnbjorn, qui disparaissent lors d'une éruption volcanique en 1456,.
Wilhelm August Graah cherchant à authentifier le voyage des frères Zeno, se base sur la description du Groenland de Ivar Bardsen pour tenter de découvrir les lieux des anciennes colonies danoises. 
Les instructions de navigation d'Henry Hudson en 1608 sont basées sur la description de Bardsen. 